# Boystown
Boystown war eines der weltweit größten Foren für Kinderpornografie im Darknet. Es existierte mindestens seit Juni 2019, war nur über das Tor-Netzwerk erreichbar und zählte 400.000 Mitglieder. Im April 2021 wurde die Plattform durch eine internationale Strafverfolgungsoperation abgeschaltet.
Die Plattform wurde von drei Administratoren auf Servern betrieben, die bei einem Hostingprovider in der Republik Moldau registriert waren.

## Einschätzung
Nach Auffassung von Hans-Joachim Leon, Leiter der Gruppe Gewalt- und Sexualdelikte beim Bundeskriminalamt, handelte es sich um eine „äußerst professionell organisierte“ Plattform. Nach Untersuchung von STRG F wurde die Löschung der Inhalte von den Ermittlern nicht veranlasst. Da die auf der Plattform verbreiteten Bilder und Videos oftmals bei externen Providern gespeichert waren, seien diese auch nach der Abschaltung der Server weiter zugänglich gewesen. Nachdem dies durch die Sendung öffentlich gemacht wurde, gingen die Ermittler in mehr als 600.000 Fällen auf Provider zu und ersuchten um Löschung der auf Boystown verbreiteten Aufnahmen.

## Ermittlungen und Strafverfolgung
Kurz nach der Gründung der Plattform schleuste das deutsche Bundeskriminalamt einen verdeckten Ermittler ein, konnte jedoch keinen der Betreiber identifizieren. Amtshilfe des Ministeriums für Innere Sicherheit der Vereinigten Staaten und der niederländischen Polizei ermöglichte es den deutschen Behörden, die Daten eines der Administratoren wochenlang abzufangen. Durch den Einsatz sogenannter Timing-Analysen – also statistischer Verfahren, mit denen die zeitlichen Muster von Datenpaketen untersucht werden – gelang es den Ermittlern, den Knotenpunkt im Tor-Netzwerk zu identifizieren, über den sich ein Administrator regelmäßig einloggte. So konnten sie Rückschlüsse auf die Herkunfts-IP ziehen und damit den Administrator deanonymisieren. Nach der Durchsuchung seines Hauses im April 2021 legte der Mann ein umfassendes Geständnis ab und identifizierte einen weiteren Administrator.
An den Ermittlungen waren neben dem Bundeskriminalamt Polizeibehörden aus den Niederlanden, Schweden, Australien, Paraguay, Kanada und den USA beteiligt. Anfang Mai 2021 war die Plattform abgeschaltet. Vier Personen aus Deutschland wurden verhaftet, von denen drei mutmaßlich die Rolle von Administratoren gehabt haben, ein vierter Verdächtiger fiel durch viele Uploads auf. Eine der Administration der Seite verdächtige Person wurde im Oktober 2021 von Paraguay zum Prozess nach Deutschland überführt.
Der anschließende Prozess endete im Dezember 2022. Die vier Verdächtigen wurden wegen der Herstellung und der bandenmäßigen Verbreitung kinder- und jugendpornografischer Inhalte sowie zum Teil schweren sexuellen Missbrauchs von Kindern zu mehrjährigen Freiheitsstrafen verurteilt. Zwei von ihnen müssen anschließend in Sicherungsverwahrung. Die Generalstaatsanwaltschaft Frankfurt am Main will die Ermittlungen zu Boystown weiter fortführen.